# Upper Arlington
Upper Arlington és una població dels Estats Units a l'estat d'Ohio. Segons el cens del 2000 tenia 33.686 habitants.

## Demografia
Segons el cens del 2000, Upper Arlington tenia 33.686 habitants, 13.985 habitatges, i 9.509 famílies. La densitat de població era de 1.332,6 habitants/km².
Dels 13.985 habitatges en un 31,9% hi vivien nens de menys de 18 anys, en un 59,1% hi vivien parelles casades, en un 6,9% dones solteres, i en un 32% no eren unitats familiars. En el 28,2% dels habitatges hi vivien persones soles el 12,9% de les quals corresponia a persones de 65 anys o més que vivien soles. El nombre mitjà de persones vivint en cada habitatge era de 2,39 i el nombre mitjà de persones que vivien en cada família era de 2,95.
Per edats la població es repartia de la següent manera: un 24,9% tenia menys de 18 anys, un 4,4% entre 18 i 24, un 25,1% entre 25 i 44, un 27,1% de 45 a 60 i un 18,6% 65 anys o més.
L'edat mediana era de 43 anys. Per cada 100 dones de 18 o més anys hi havia 85 homes.
La renda mediana per habitatge era de 72.116 $ i la renda mediana per família de 90.208 $. Els homes tenien una renda mediana de 66.846 $ mentre que les dones 41.581 $. La renda per capita de la població era de 42.025 $. Aproximadament l'1,7% de les famílies i el 2,4% de la població estaven per davall del llindar de pobresa.

## Poblacions més properes
El següent diagrama mostra les poblacions més properes.